# József Ember

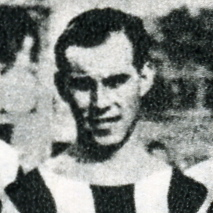
József Ember, 1929

József Ember (* 1903; † 1974) war ein ungarischer Fußballspieler und -trainer. In seiner aktiven Zeit als Spieler Ende der 1920er und Anfang der 1930er Jahre stand er bei Budai 33 unter Vertrag. Embers erste Stationen als Trainer waren die ungarischen Vereine Budai Barátság SE (1945–1946) und Újpest TE (1949–1950). Es folgten Anstellungen als Nationaltrainer in der Volksrepublik China (1958–1959, ein Spiel), Ghana (1960–1962, acht Spiele) und Nigeria (1966).